# Natnael Berhane
Natnael Teweldemedhin Berhane (Asmara, 5 januari 1991) is een Eritrees wielrenner die anno 2023 rijdt voor Beykoz Team-Turkey. In 2012 werd hij verkozen tot Afrikaans wielrenner van het jaar.

## Belangrijkste overwinningen
2010
2e etappe Ronde van Eritrea
Eindklassement Ronde van Eritrea
7e etappe Ronde van Rwanda
2011
6e etappe Ronde van Gabon
1e etappe Ronde van Algerije
 Afrikaans kampioen ploegentijdrit, Elite (met Daniel Teklehaimanot, Jani Tewelde en Ferekalsi Debesay)
 Afrikaans kampioen op de weg, Elite
 Afrikaans kampioen op de weg, Beloften
2012
3e etappe Ronde van Algerije
Eind- en jongerenklassement Ronde van Algerije
 Afrikaans kampioen ploegentijdrit, Elite (met Daniel Teklehaimanot, Jani Tewelde en Ferekalsi Debesay)
 Afrikaans kampioen op de weg, Elite
 Afrikaans kampioen op de weg, Beloften
2013
3e etappe Ronde van Turkije
Eindklassement Ronde van Turkije
 Afrikaans kampioen ploegentijdrit, Elite (met Meron Russom, Daniel Teklehaimanot en Meron Teshome)
2014
Eindklassement La Tropicale Amissa Bongo
 Eritrees kampioen tijdrijden, Elite
2015
 Afrikaans kampioen ploegentijdrit, Elite (met Mekseb Debesay, Daniel Teklehaimanot en Merhawi Kudus)
 Eritrees kampioen op de weg, Elite
2019
 Eritrees kampioen op de weg, Elite
2023
3e etappe Škoda Tour de Maurice
2024
Grand Prix Soğanlı

## Resultaten in voornaamste wedstrijden
| Jaar | Ronde van Italië | Ronde van Frankrijk | Ronde van Spanje |
| ---- | ---------------- | ------------------- | ---------------- |
| 2013 |                  |                     |                  |
| 2014 |                  |                     | 148e             |
| 2015 |                  |                     | 79e              |
| 2016 |                  | 125e                |                  |
| 2017 | 59e              |                     |                  |
| 2018 | 83e              |                     |                  |
| 2019 |                  | 86e                 |                  |
| 2020 |                  |                     | opgave           |
| 2021 | opgave           |                     |                  |
| 2022 |                  |                     |                  |
| 2023 |                  |                     |                  |

| Jaar | Amstel Gold Race | Luik-Bast.‑Luik | Ronde van Lombardije | Waalse Pijl |  | WK op de weg |  | Wereldranglijsten |
| ---- | ---------------- | --------------- | -------------------- | ----------- |  | ------------ |  | ----------------- |
| 2013 |                  |                 | opgave               |             |  |              |  |                   |
| 2014 |                  | opgave          |                      | 81e         |  | opgave       |  |                   |
| 2015 |                  |                 |                      |             |  |              |  |                   |
| 2016 | opgave           |                 | opgave               | 71e         |  | 13e          |  | 205e (UWT)        |
| 2017 |                  |                 | opgave               |             |  | opgave       |  | 301e (UWT)        |
| 2018 |                  | 74e             |                      |             |  |              |  | 212e (UWT)        |
| 2019 |                  |                 | opgave               |             |  | opgave       |  | 270e (UWR)        |
| 2020 |                  |                 |                      |             |  |              |  |                   |
| 2021 |                  |                 | opgave               |             |  | opgave       |  |                   |
| 2022 |                  |                 |                      |             |  |              |  |                   |
| 2023 |                  |                 |                      |             |  | opgave       |  |                   |

## Ploegen
- 2013 –  Team Europcar
- 2014 –  Team Europcar
- 2015 –  MTN-Qhubeka
- 2016 –  Team Dimension Data
- 2017 –  Team Dimension Data
- 2018 –  Team Dimension Data
- 2019 –  Cofidis, Solutions Crédits
- 2020 –  Cofidis
- 2021 –  Cofidis
- 2022 –  Al Shafar Jumeirah Cycling Team
- 2023 –  Beykoz Team-Turkey
- 2024 –  Istanbul Büyükșehir Belediye Spor Türkiye
- 2025 –  Istanbul Büyükșehir Belediye Spor Türkiye

Wielerploegen van Natnael Berhane
Arashiro ·
Berhane ·
Bernaudeau ·
Bouyer ·
Charteau ·
Chavanel ·
Coquard ·
Cousin ·
Gaudin ·
Gautier ·
Gène ·
Hurel ·
Jérôme ·
Kern ·
Lamoisson ·
Malacarne ·
Pichot ·
Quéméneur ·
Reza ·
Rolland ·
Thurau ·
Tulik ·
Turgot ·
Veilleux ·
Voeckler ·
Guillemois (stagiair) ·
Lecuisinier (stagiair) ·
Morice (stagiair) ·
Nauleau (stagiair) 
Arashiro · Berhane · Bernaudeau · Coquard · Cousin · Craven · Duchesne · Engoulvent · Gautier · Gène · Guillemois · Hurel · Jeandesboz · Jérôme · Kern · Lamoisson · Malacarne · Martinez · Méderel · Nauleau · Pichot · Quéméneur · Reza · Rolland · Sicard · Thurau · Tulik · Voeckler · Cardis (stagiair) · Cornu (stagiair) · Krainer (stagiair)
Berhane · Boasson Hagen · Bos · Brammeier · Ciolek · Cummings · Dougall · Farrar · Goss · R.Janse van Rensburg · J.Janse van Rensburg · Jim · Kudus · Meintjes · Niyonshuti · Pauwels · Reguigui · Sbaragli · Stauff · Teklehaimanot · Thomson · van Zyl · Venter · Julius (stagiair)
Antón · Berhane · Boasson Hagen · Bos · Brammeier · Cavendish · Cummings · Debesay · Dougall · Eisel · Farrar · Fraile · Haas · J.Janse van Rensburg · R.Janse van Rensburg · Jim · Kudus · Meyer · Niyonshuti · Pauwels · Reguigui · Renshaw · Sbaragli · Siwtsow · Teklehaimanot · Thomson · Venter · van Zyl · Eyob (stagiair) · Gebreigzabhier (stagiair) · Gibbons (stagiair)
Antón · Berhane · Boasson Hagen · Cavendish · Cummings · Debesay · Dougall · Eisel · Farrar · Fraile · Gibbons · Haas · J. Janse van Rensburg · R. Janse van Rensburg · King · Kudus · Morton · Niyonshuti · O'Connor · Pauwels · Reguigui · Renshaw · Sbaragli · Teklehaimanot · Thomson · Thwaites · Venter · van Zyl · Dlamini (stagiair) · Eyob (stagiair) · Gebreigzabhier (stagiair)
Antón · Berhane · Boasson Hagen · Cavendish · Cummings · Davies · Debesay · Dlamini · Dougall · Eisel · Gebreigzabhier · Gibbons · J. Janse van Rensburg · R. Janse van Rensburg · King · Kudus · Meintjes · Morton · O'Connor · Pauwels · Renshaw · Slagter · Thomson · Thwaites · Venter · Vermote · van Zyl
Atapuma · Berhane · N. Bouhanni · R. Bouhanni · Chetout · Claeys · Edet · Fortin · Hansen · Jesús Herrada · José Herrada · Hofstetter · Lafay · Laporte · Le Turnier · Lemoine · Maté · Mathis · Morin · Perez · Périchon · Rossetto · Simon · Soupe · Touzé · Van Lerberghe · Vanbilsen · Waeytens · Finé (stagiair) · Leyder (stagiair) · Viviani (stagiair)
Allegaert · Barceló · Berhane · Claeys · Consonni · Edet · Finé · Haas · Hansen · Jesús Herrada · José Herrada · Lafay · Laporte · Le Turnier · Lemoine · Martin · Maté · Mathis · Morin · Perez · Périchon · Rossetto · Sabatini · Touzé · Vanbilsen · Vermote · A. Viviani · E. Viviani  · Prodhomme (stagiair) · Zanoncello (stagiair)
Allegaert · Barceló · Berhane · Bohli · Carvalho · Champion · Consonni · Drucker · Edet · Fernández · Finé · Geschke · Haas · Jesús Herrada · José Herrada · Lafay · Laporte · Martin · Morin · Perez · Périchon · Rochas · Sabatini · Sajnok · Vanbilsen · A. Viviani · E. Viviani · Wallays · Toumire (stagiair) · Zingle (stagiair) · Lebreton (stagiair)